# Goh Dong-min
Goh Dong-min (kor. 고동민; * 22. Januar 1999) ist ein südkoreanischer Fußballspieler.

## Karriere

### Verein
Goh Dong-min erlernte das Fußballspielen in den Schulmannschaften der der Ganggu Elementary School, der Ganggu Middle School sowie in der Daeryun High School. Seinen ersten Profivertrag unterschrieb er 2017 beim Matsumoto Yamaga FC. Der Verein aus Matsumoto, einer Stadt in der Präfektur Nagano im Zentrum von Honshū, der Hauptinsel von Japan, spielte in der zweiten japanischen Liga, der J2 League. Ende 2018 stieg er mit dem Verein als Meister in die erste Liga auf. Nach nur einem Jahr musste er Ende 2019 wieder den Weg in die zweite Liga antreten. Die Saison 2020 wurde er an Vanraure Hachinohe ausgeliehen. Mit dem Verein aus Hachinohe spielte er in der dritten Liga. Für Hachinohe stand er 19-mal zwischen den Pfosten. Ende Januar 2021 kehrte er nach Matsumoto zurück. Nach Ende der Saison 2021 belegte er mit dem Verein aus Matsumoto den letzten Tabellenplatz und musste in die dritte Liga absteigen. Im Februar 2020 wechselte er auf Leihbasis nach Südkorea, wo er sich dem Gyeongnam FC anschloss. Das Fußballfranchise aus Changwon spielt in der zweiten Liga, der K League 2.

### Nationalmannschaft
Goh Dong-min spielte 2019 einmal in der südkoreanischen U20-Nationalmannschaft. Hier kam er am 21. März 2019 in einem Freundschaftsspiel gegen die Ukraine zum Einsatz.

## Erfolge
Matsumoto Yamaga FC
- J2 League: 2018  ▲